# Çaykara (district)
Çaykara (Grieks: Κατοχώρ, Katohor) is een Turks district in de provincie Trabzon en telt 14.018 inwoners (2007). Het district heeft een oppervlakte van 573,1 km². Hoofdplaats is Çaykara. Het district is onderverdeeld in 5 gemeenten; Çaykara, Taşkıran, Ataköy, Karaçam en Uzungöl. Çaykara is zeer bergachtig, de hoogste piek van het Pontisch Gebergte die zich binnen het district bevindt is 3300 meter hoog. Katohor, de oude naam van Çaykara, betekent 'laag dorp'. De huidige naam betekent 'beekzwart'.

## Geschiedenis
De bergen ten zuiden van de Zwarte Zee worden al millennia bewoond door Kaukasische, Griekse, Perzische en Turkse pastorale nomaden. In de tijd van de Griekse kolonisatie ontstond er echter een overheersing door Griekse kolonisten langs de volledige kust van de Zwarte Zee. De nazaten van deze oosterse Griekse kolonisten worden Pontische Grieken genoemd. De benaming voor dit volk is in Turkije Rum, wat zoveel betekent als Romein. Historici denken dat de Griekse kolonisten die Trabzon (Trebizonde) stichtten uit Ionië kwamen. Vanuit Trabzon hebben zij het gebied verder bevolkt op (semi)pastorale wijze.
De geschiedenis van het district is nauw verbonden met die van Trabzon. Het gebied maakte deel uit van opeenvolgend het Koninkrijk Pontus, het Romeinse en Byzantijnse rijk. In de late oudheid en de vroege middeleeuwen vormde de vallei een alternatieve kortere, maar moeilijker begaanbare, handelsroute richting Iran dan de traditionele route via Zigana-pas. Het gebied werd voor de val van Byzantijnse Rijk deel van het Keizerrijk Trebizonde. Bekend is dat het lokale dialect van het Pontisch Grieks, Romeyka, zich ergens tussen de 12e en de 15e eeuw reeds had afgezonderd van Byzantijnse 'Middeleeuws Grieks'. Na de val van het Keizerrijk Trebizonde viel Caykara onder Ottomaans bestuur. Ottomaanse belastingboeken uit 1486 maken melding van 235 huizen in het district, waarvan enkel 1 huis bewoond werd door een islamitisch gezin. In de 17e en 18e eeuw ging het grootste deel van de bevolking vrijwillig over op de islam, hoewel de lokale talen en culturen tot de dag van vandaag behouden zijn gebleven. De belastingboeken uit 1681 spreken over 380 huizen, vrijwel uitsluitend bewoond door moslims, hoewel een deel van de bevolking mogelijk nog in het geheim het christelijke geloof beleed.
Çaykara was een van de belangrijkste plaatsen voor (islamitisch) religieus onderwijs buiten Konya. Hoewel qua aantal inwoners zeer beperkt kende de regio een grote hoeveelheid aan scholen en kloosterachtige gemeenschappen rond leermeesters. Mogelijk hadden de dorpjes al voor de overgang op de islam in de 17e eeuw al een traditie van onderwijs; de aanspreekterm van een oude man is in Çaykara 'hodja' (leraar), terwijl het in andere delen van Turkije 'amca' (oom) is. Tijdens de Ottomaanse tijd boden de hodja's van Of en Çaykara hoogstaand onderwijs voor de lagere klassen, die niet in de officiële Ottomaanse madrassa terecht konden. Door de relatieve vrijheid van de scholen in deze afgelegen streek kreeg het soefisme hier aanhang. Aan het eind van de 19e eeuw had de regio het hoogste percentage geletterden van het gehele Ottomaanse Rijk. Scholen in Çaykara onderwezen naast het Arabisch en het Osmaans Turks ook in het Pontisch Grieks. Velen die studeerden in de theologische scholen van Çaykara werden imam in andere delen van het rijk. In de Republikeinse periode werden de religieuze scholen in Çaykara en Of door Atatürk gesloten, en werd het onderwijs van het Arabisch en Griekse schrift verboden. Tot in de jaren 60 ging het onderwijs in het geheim echter door op afgelegen bergweiden. De lange geschiedenis van onderwijs vertaalt zich in de vele wetenschappers, schrijvers, politici, muzikanten, cineasten uit de dorpen in Çaykara. Hierin contrasteert Çaykara enigszins van het naastgelegen Of, waar voornamelijk prominente religieuze figuren vandaan komen.
In het gebied werd heftig gevochten tijdens de Kaukasusoorlogen tussen Turkije en Rusland, met name op de Sultan Murat-yayla waar men tegenwoordig nog een monumentale begraafplaats treft voor de gesneuvelden soldaten (Şehitler Tepesi, of Heuvel van Martelaren). Na de Turkse onafhankelijkheidsoorlog werden de meeste christelijke Pontische Grieken met Griekenland uitgewisseld, als onderdeel van de Bevolkingsuitwisseling tussen Turkije en Griekenland. De islamitische Pontische Grieken ten oosten van Trabzon (zoals in het district Çaykara) bleven echter in Turkije. Hoewel volgens officiële documenten sinds de 17e eeuw alle inwoners van het district islamitisch waren kozen enkele tientallen families ervoor om naar het dorpje Nea Trapezounta in Griekenland te verhuizen.
In de jaren 50-70 kende de regio een grote bevolkingsafname toen veel Turken hun heil gingen zoeken in de grote steden in het westen van het land of in West-Europa. Deze bevolkingsafname zet zich in de huidige tijd voort, hoewel de mensen relatief minder vaak de provincie of het land verlaten. Sinds de economie in Trabzon op gang is gekomen in de jaren 80 vertrekken veel jongeren nu naar deze dichtstbij gelegen stad.

## Huidig leven
Een groot deel van de huidige (permanente) bevolking van het district leeft nog steeds op dezelfde wijze als de bewoners van het gebied duizenden jaren geleden al deden. Romeyka, het lokale Pontische dialect, waarvan men vermoedt dat er nog maar enkele duizenden sprekers zijn, heeft van alle Griekse varianten het meest behouden van het Oudgrieks uit hellenistische tijden. Buiten Turkije zijn in Nederland en Duitsland in de Turkse diaspora ook enkele honderden sprekers van het Romeyka te vinden.
Elk dorp in het district bestaat uit een aantal subdorpen; voor elk seizoen is er een ander. Na de winter vertrekt men uit het daldorp naar het dorp waar men kan zaaien. Nog voor de zomer begint vertrekken veel mensen met hun vee naar het dorp op de zomerweide (yayla) op de hoogvlaktes. Veel Turken hebben een vakantiehuis op de yayla, maar dit gebied is elke winter een paar maanden ontoegankelijk. Na de zomer vertrekt men weer naar het tussendorp waar men oogst en zo lang mogelijk wacht tot de komst van de winter.
De hoofd-inkomstenbronnen van het district zijn landbouw en toerisme. De belangrijkste landbouwproducten zijn kleinschalige biologische groenten en fruit, thee, noten en honing. Er zijn ook enkele viskwekerijen te vinden. Plannen van de overheid om stuwdammen in het gebied te bouwen stuitten op fel verzet van de lokale bevolking. In vrijwel alle dorpen is inmiddels elektriciteit en water aangelegd en de wegen worden verbreed en geasfalteerd.

## Bezienswaardigheden
Vooral de natuur, architectuur en het traditionele leven trekken toeristen naar het district. Uzungöl, een meer in het zuiden van het district, is de populairste bestemming van de toeristen, die meestal via Trabzon komen. Maar in het district liggen ook tientallen dorpen met houten woningen en moskeeën van vele honderden jaren oud. Veel mensen kiezen er dan ook voor om het gebied te voet te verkennen, hoewel er in de bosrijke gebieden van de bergen wel beren en wolven zijn. Boven de bossen (hoger dan 1500 meter) is de zomerweide. De meest bezochte hoogvlakte in het district is die van Sultanmurat, waar men enkele grote hotels vindt, maar ook de andere zomerweiden hebben kleine hotels en homestays. In de zomer worden festivals georganiseerd op de zomerweiden.

## Dorpen

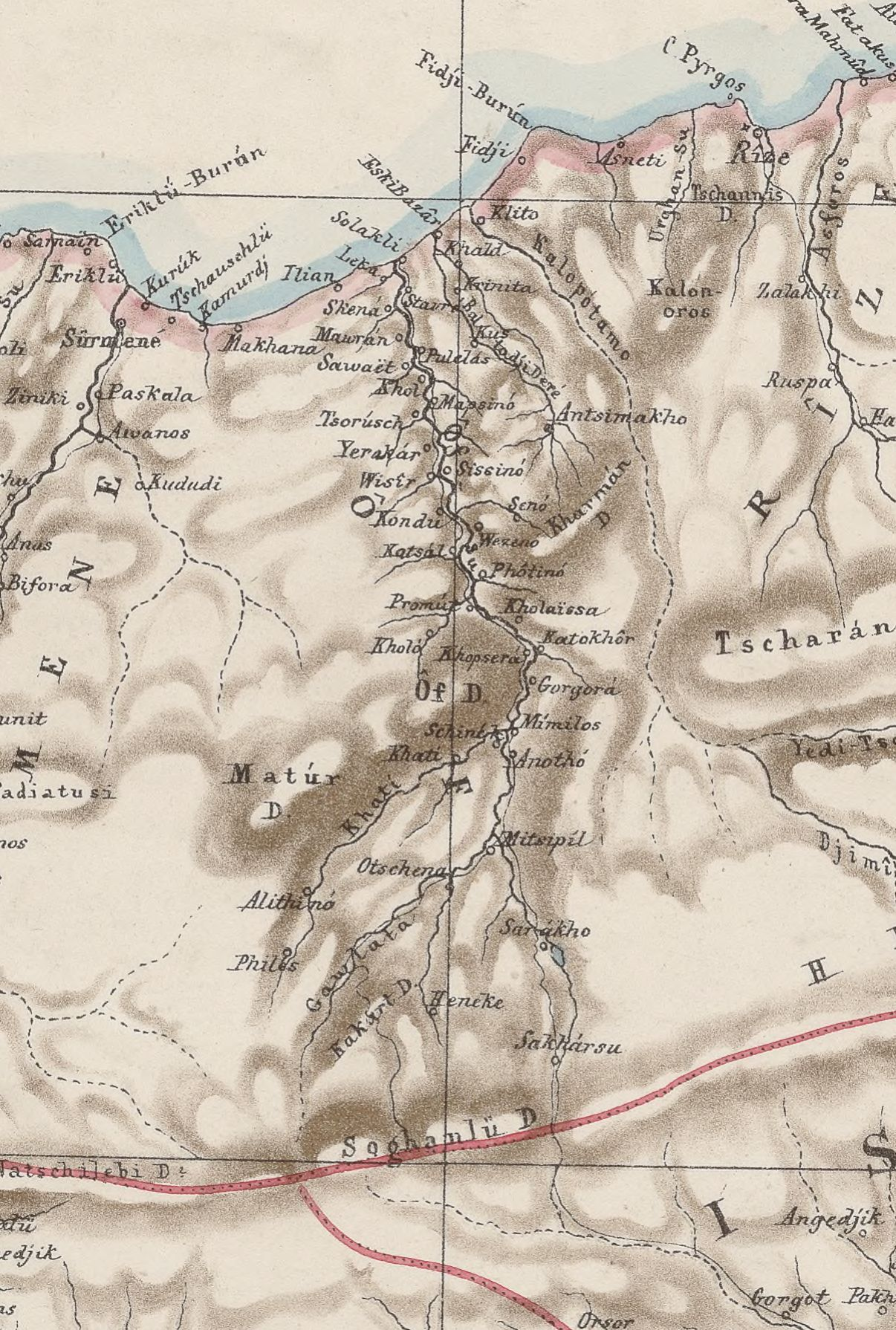
Een kaart van Of en Çaykara uit 1877, met de oorspronkelijke namen van de dorpen in het district.

In het district Çaykara zijn 30 dorpen die min of meer permanent worden bewoond. Hieronder een lijst van deze dorpen van noord naar zuid, met zowel hun Turkse als (in de meeste gevallen) Griekse naam. Het dorp Çaykara was en is nog altijd de belangrijkste wekelijkse marktplaats voor de dorpen in het district.
- Akdoğan - Yukarı Hopşera
- Soğanlı - Aşağı Hopşera
- Kabataş - Fotinos
- Baltacılı/Yeşilalan - Xolaisa
- Çaykara - Kadahor, Kato Horiou, Katohoriou, Kato Choriou, Katokhor, Katohori
- Taşören - Zeleka
- Kayran - Limli
- Fındıklıdere - Lemetos
- Eğridere - Ğorğoras
- Işıklı - Huşo
- Maraşlı - Paçan, Patsan
- Koldere - Vahtanç
- Şahinkaya - Şur, Şiro
- Ataköy - Şinek
- Kumlu - Mimilos
- Çambaşı - Anaşo, Anatho
- Taşlıgedik - Mezrai Paçan, Mezire-i Patsan
- Çamlıbel - Harheş
- Taşkıran - Çoroş
- Köşeli - Klisura
- Demirli - Kotli
- Derindere - Aso Foliza
- Çayıroba - Yente
- Uzungöl - Saraho, Şaraho, Sarahos
- Köknar - Ogene, Okena, Ocena
- Uzuntarla - Alisinos, Alithinos
- Karaçam - Heneke
- Arpaözü - İpsil
- Demirkapı - Haldizen
- Şekersu - Sakarsu

## Bevolkingsontwikkeling
De bevolkingsontwikkeling van het district is weergegeven in onderstaande tabel.
| 1997   | 2000   | 2007   | 2010   |
| ------ | ------ | ------ | ------ |
| 27.591 | 35.435 | 14.018 | 16.939 |

## Geboren
- Cevdet Sunay (1899), vijfde president van Turkije.
- Behram Kurşunoğlu (1922), natuurkundige.
- Orhan Tekeoglu (1957), filmregisseur.
- Yeşim Ustaoğlu (1960), architecte en filmregisseur.

## Trivia
- De internationaal bekroonde Turkse documentaire Ifakat van Orhan Tekeoglu vertelt het verhaal het zware leven van de vrouwen in het dorp Taşören (Zeleka).[6][7]
- In 2011 kwam een documentaire uit over het district van HoronAga op YouTube[8]

## Galerij

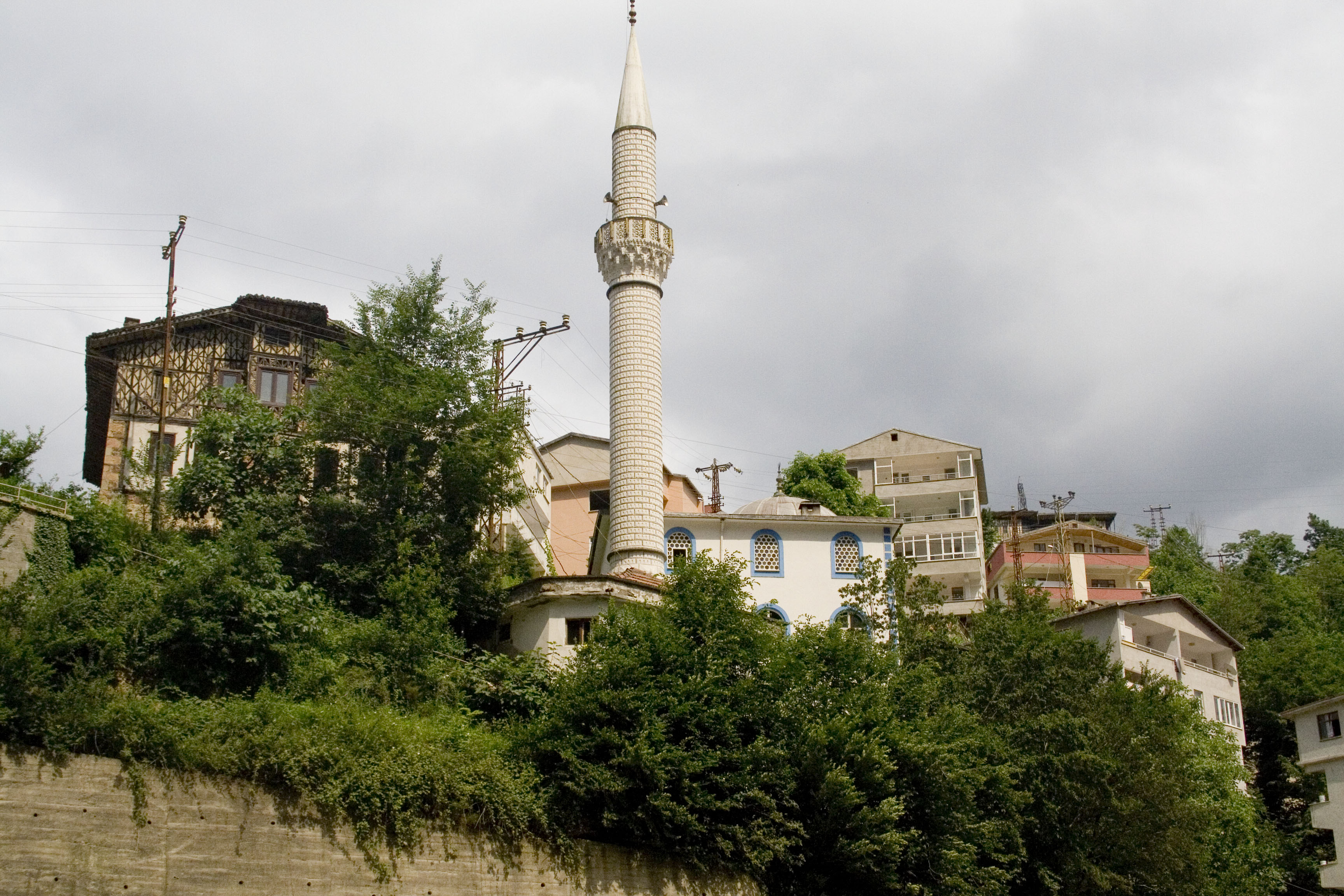
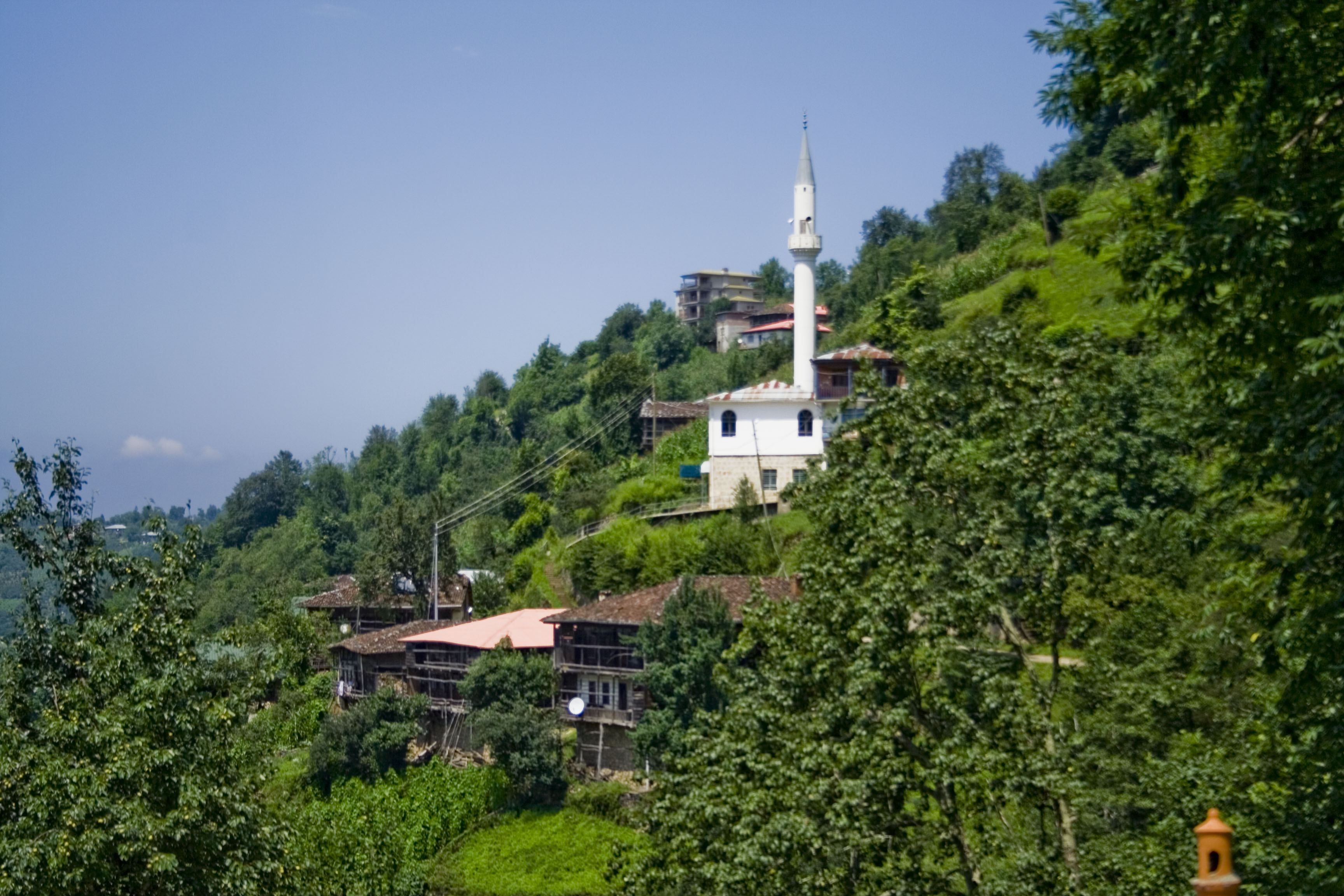
Een tussendorp in Çaykara
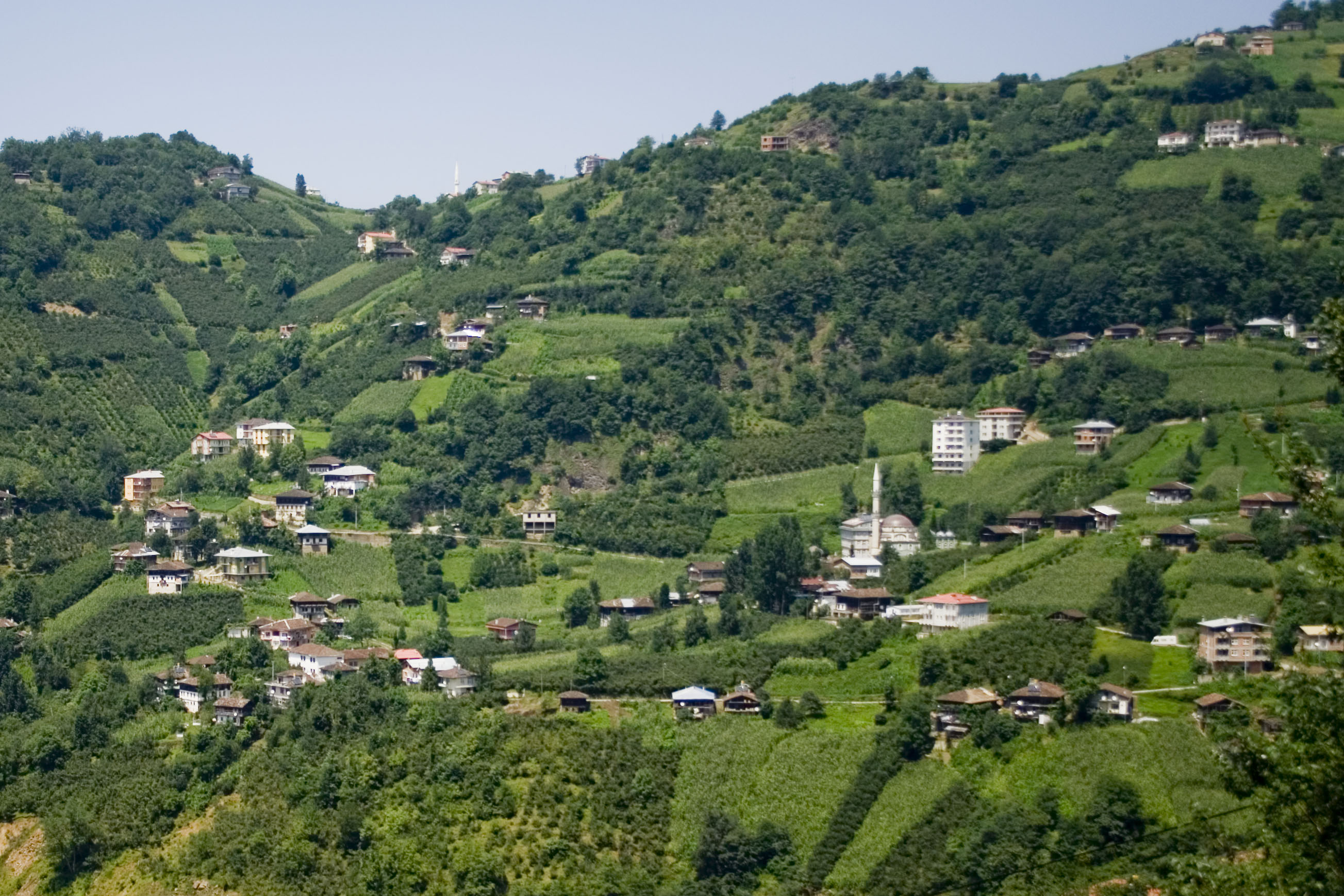
Een tussendorp in Çaykara
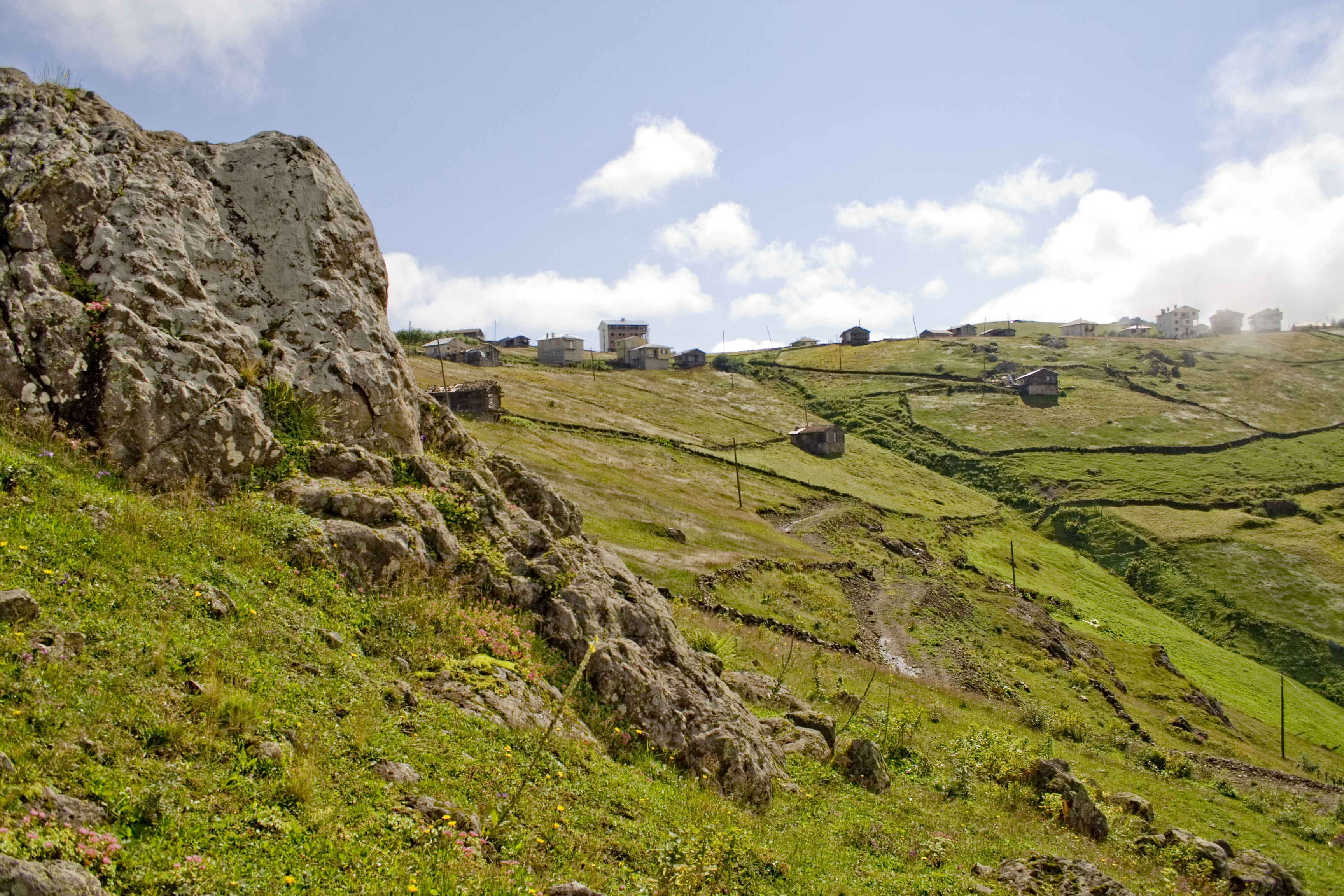
Een zomerdorp in Çaykara
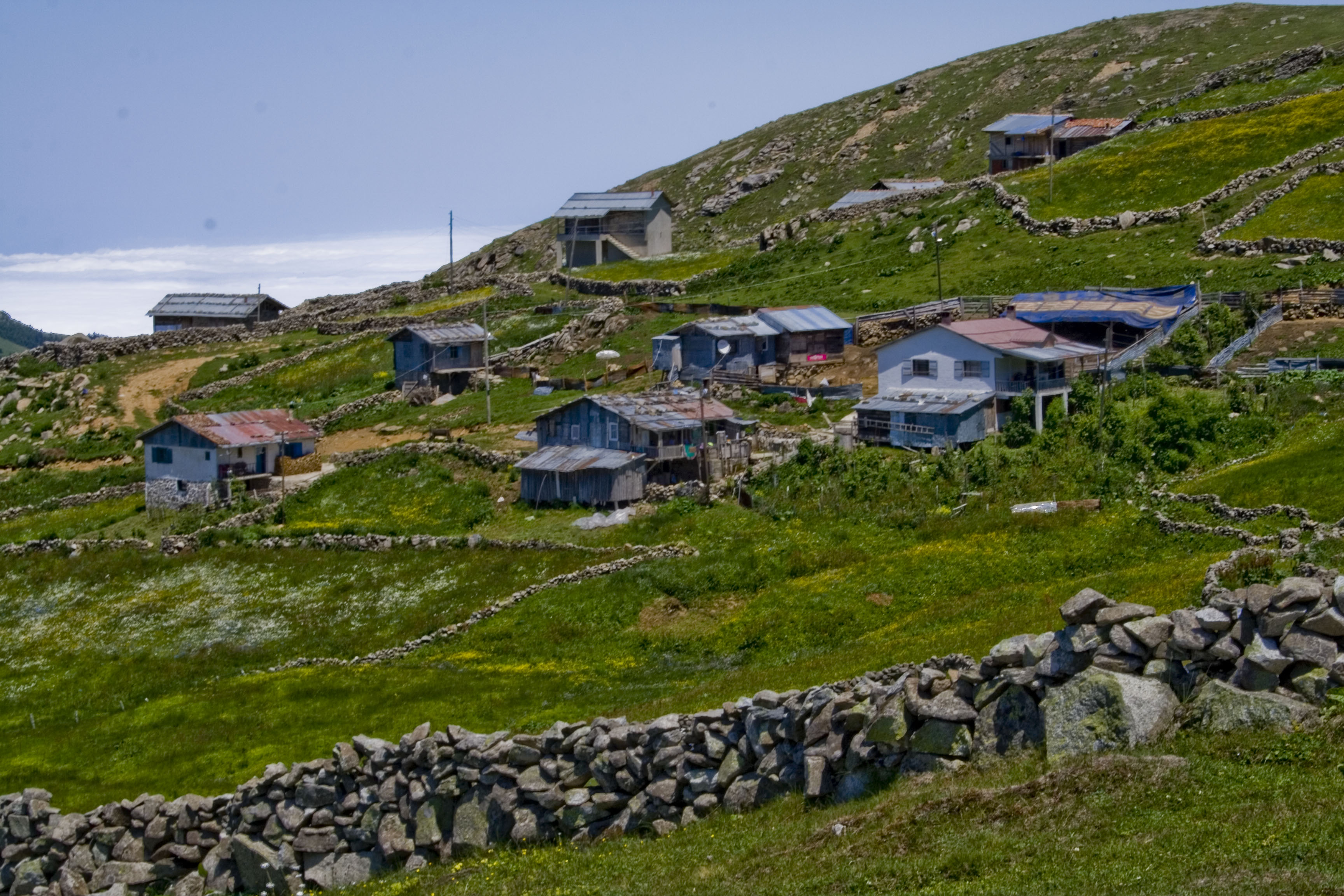
Een zomerdorp in Çaykara
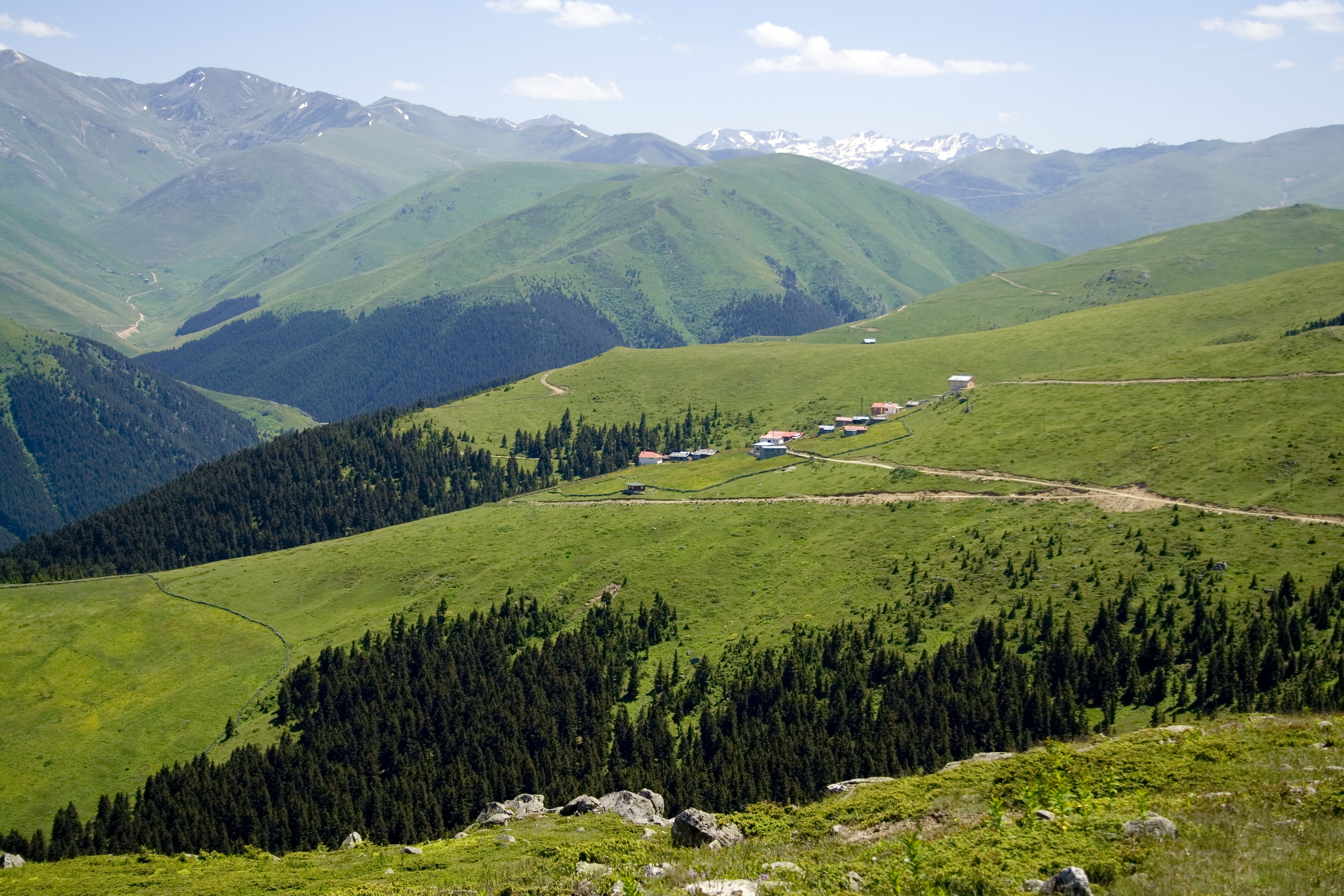
Blik over de zomerweide ten oosten van Çaykara
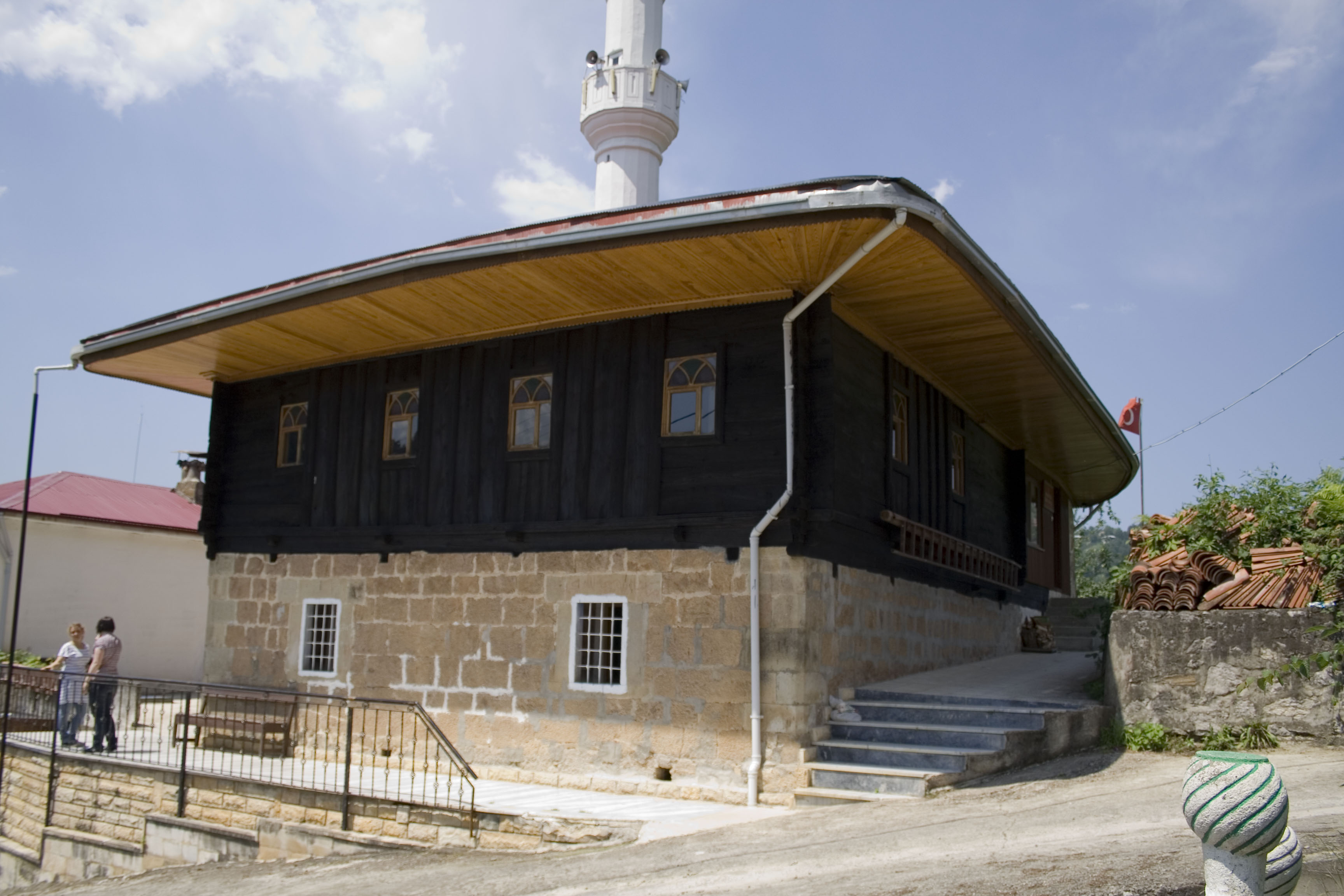
De gerestaureerde moskee van Taşören (Zeleka)
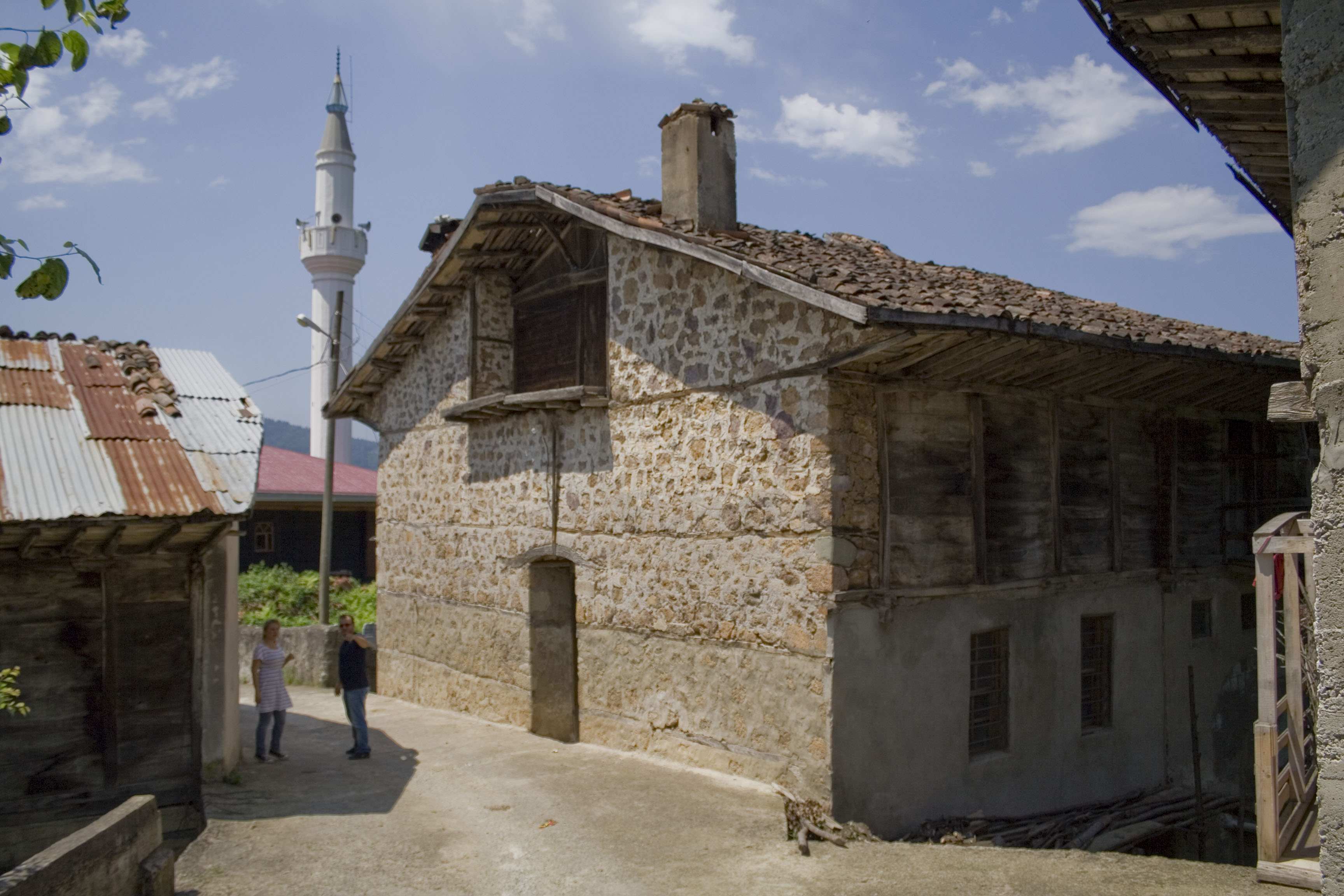
Een oud huis in het dorpje Taşören
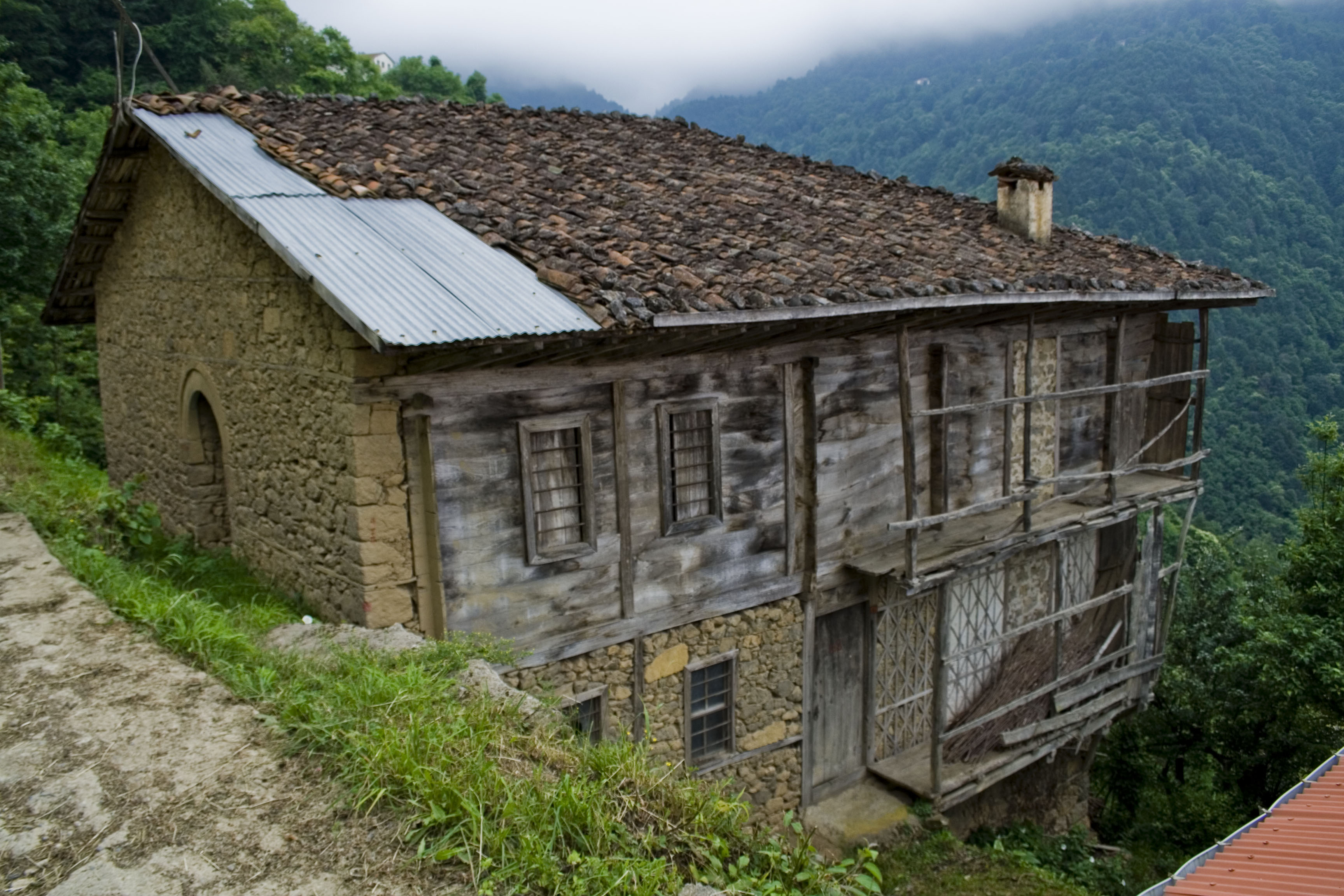
Nog een oud huis
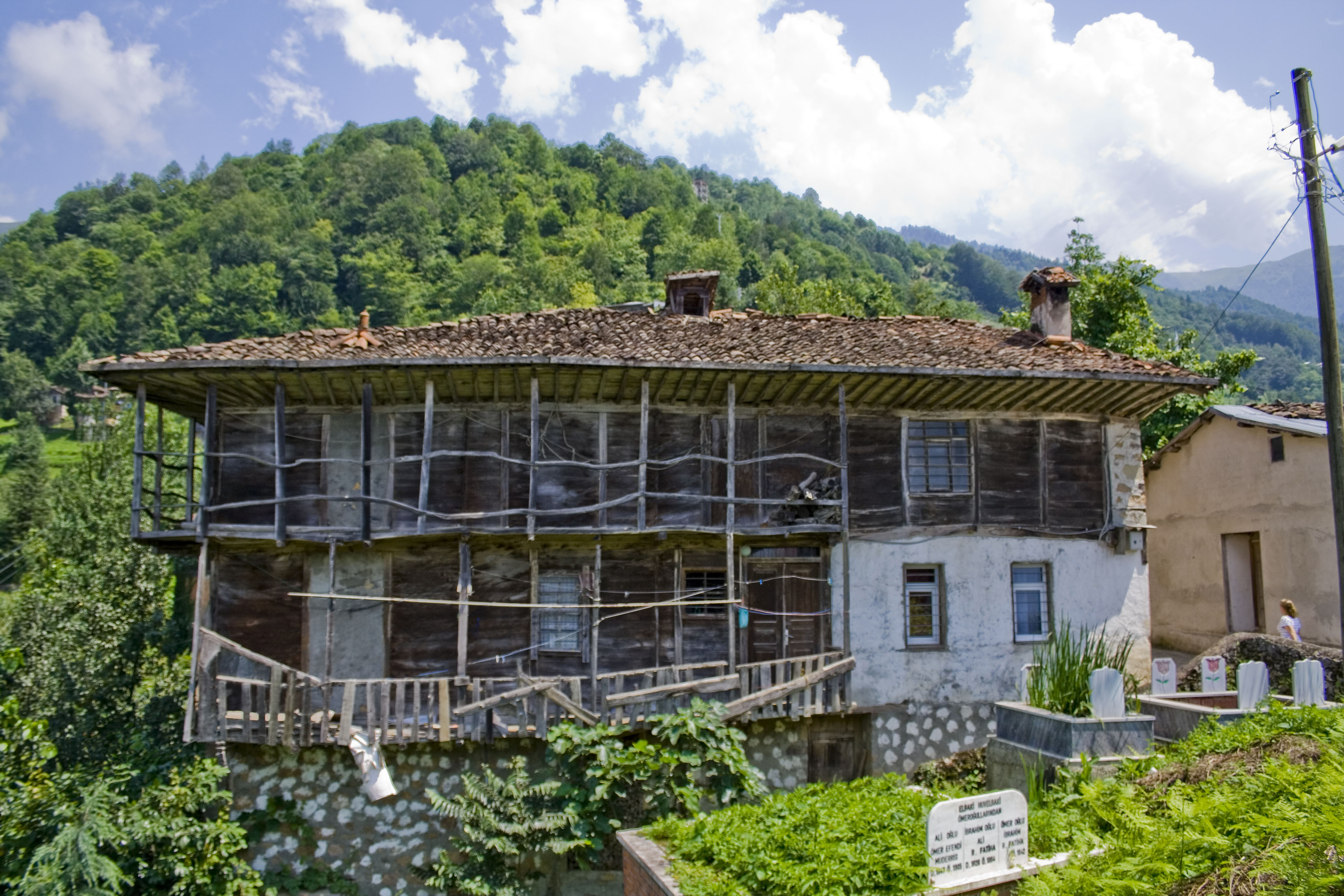
Nog een oud huis
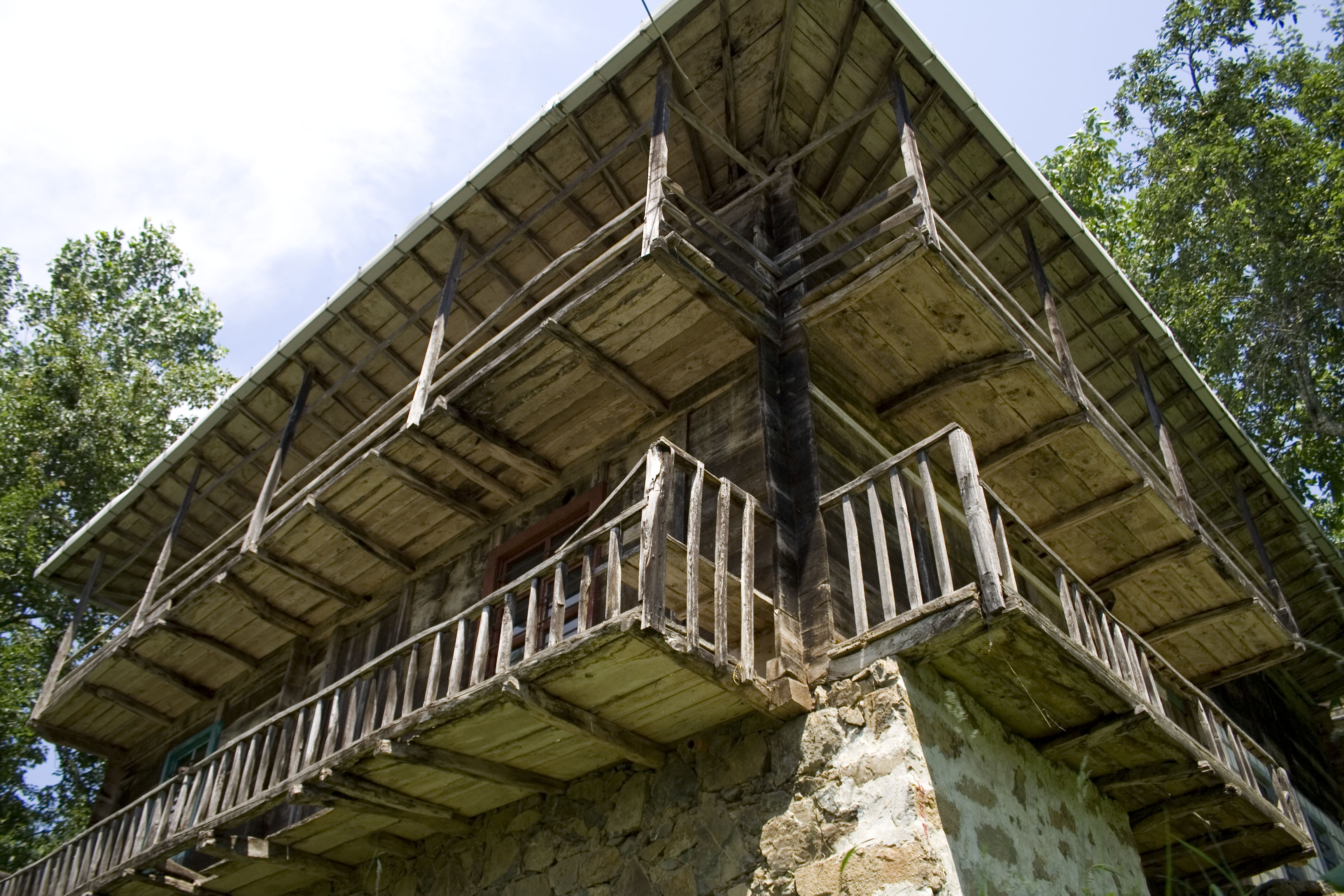
Nog een oud huis
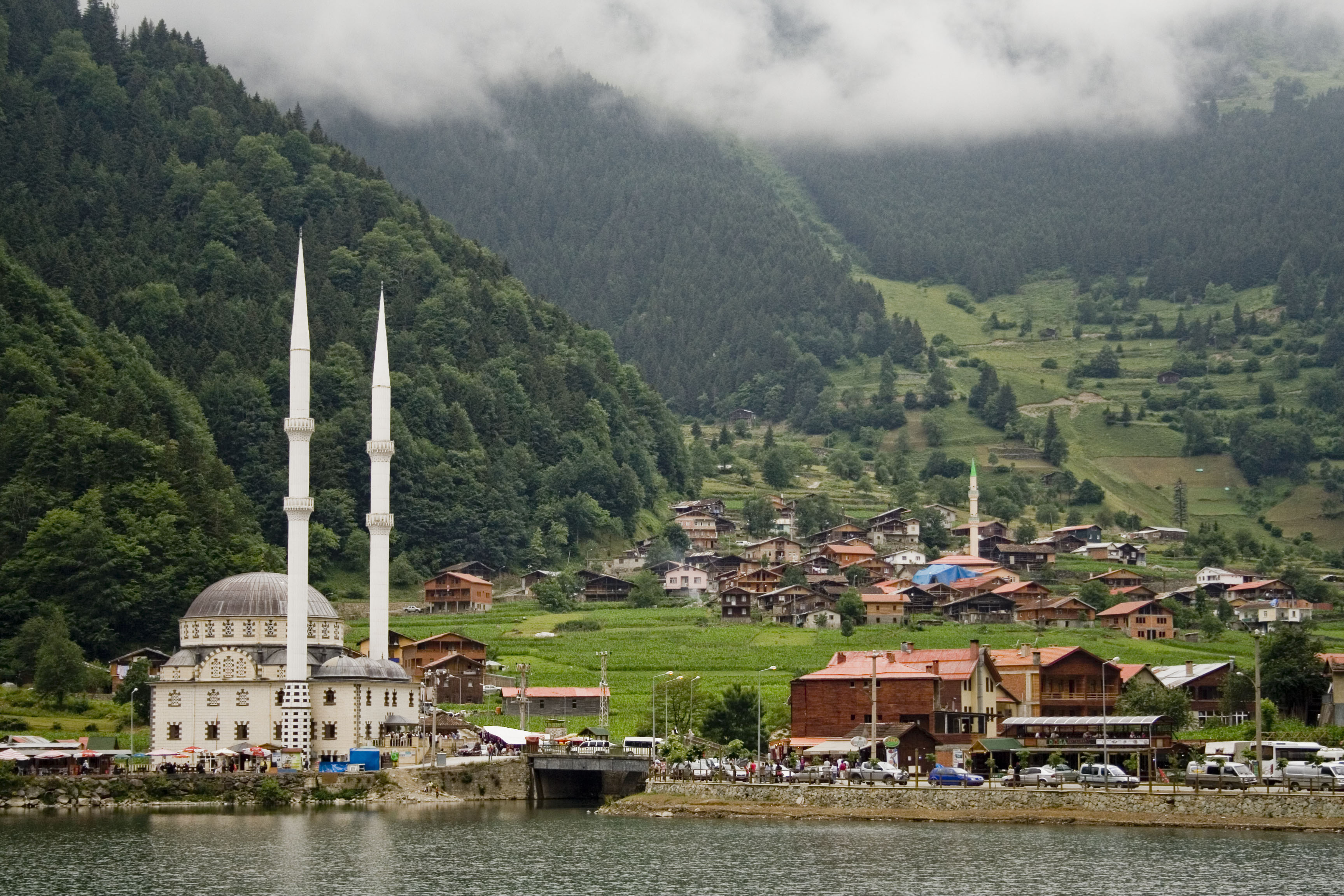
Het dorpje bij het Uzungöl meer
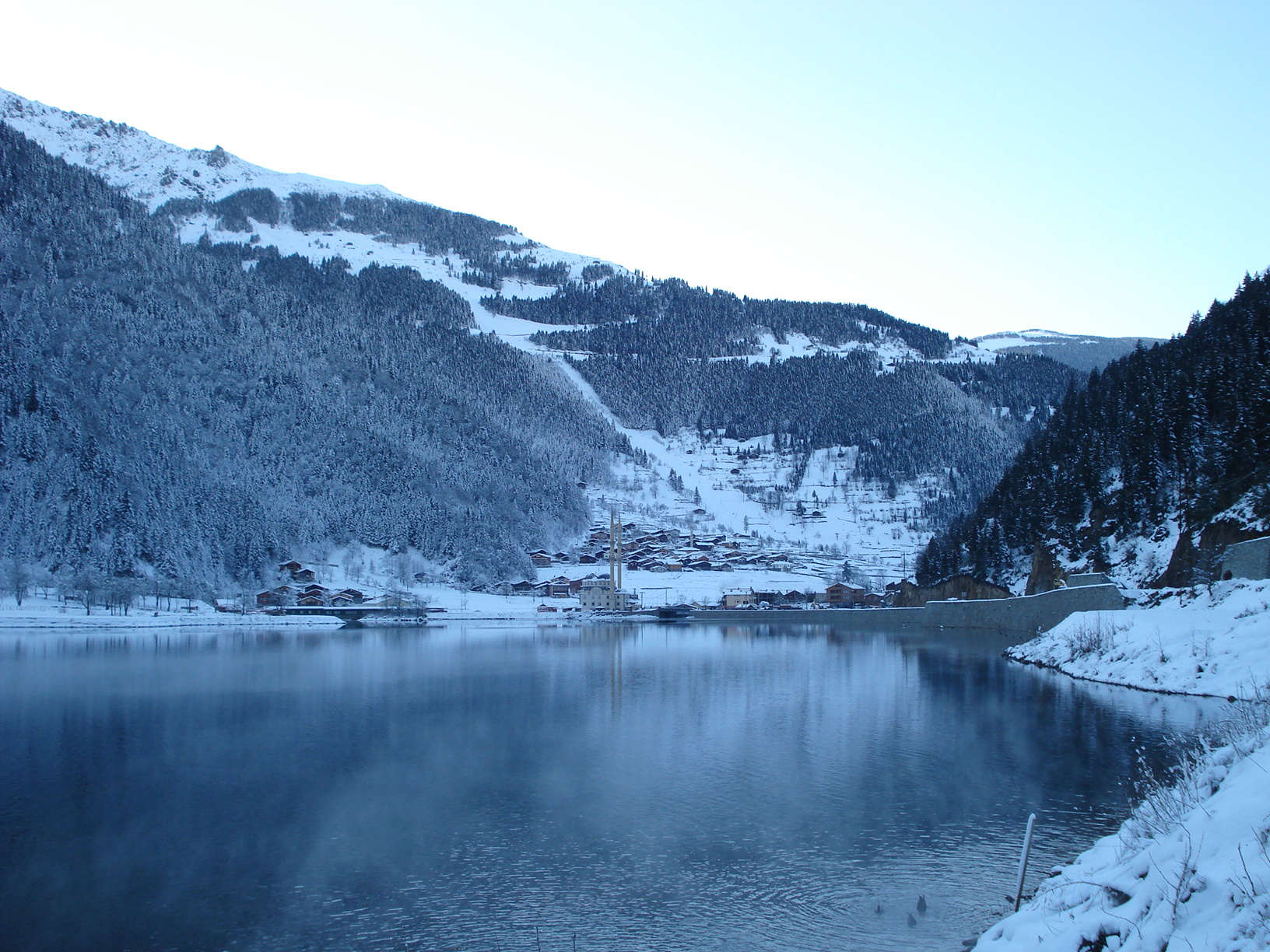
Het meer in de winter